# Заболотное (Кировская область)
Заболотное — опустевшая деревня в Унинском районе Кировской области.

## География
Располагается на расстоянии примерно 27 км по прямой на запад-юго-запад от райцентра поселка Уни.

## История
Была известна с 1764 года как починок над Терезью Заболотный с населением 12 человек. В 1873 году здесь (деревня Заболотская 1-я) учтено дворов 23 и жителей 178, в 1905 36 и 221, в 1926 (уже Заболотное) 43 и 266, в 1950 41 и 166, в 1989 оставалось 34 человека. До 2021 года входило в состав Порезского сельского поселения до его упразднения.

## Население
Постоянное население  не было учтено как в 2002 году, так и в 2010.